# Ochrodota funebris
Ochrodota funebris är en fjärilsart som beskrevs av Rothschild 1909. Ochrodota funebris ingår i släktet Ochrodota och familjen björnspinnare. Inga underarter finns listade i Catalogue of Life.